# 더블 T.O.V
더블 T.O.V는 2014년에 데뷔한 2인조 힙합 그룹이다.

## 방송
- 슈퍼스타K6 (2014) - Top24

## 음반
- 이상하지만 괜찮은 놈들 (2014)
- Still Shine (2015)